# Bézoule
Coregonus bezola
Espèce
Statut de conservation UICN

 EX : Éteint
La Bézoule (Coregonus bezola) est une espèce de poissons actinoptérygiens de la famille des Salmonidae. Elle est aujourd'hui éteinte.

## Description
Ce corégone pouvait mesurer 32 cm de long.

## Aire de répartition
Ce poisson d'eau douce était endémique du lac du Bourget, dans le département de Savoie, dans la région Auvergne-Rhône-Alpes, en France,.

## Dénomination
Les noms vernaculaires attestés en français sont « bézoule »,, « bézole » et « corégone du Bourget », mais ils ont pu être utilisés pour désigner d'autres espèces de corégone,.

## Taxonomie
L'espèce a été décrite en 1888 par le zoologiste suisse Victor Fatio.

## La Bézoule et l'Homme

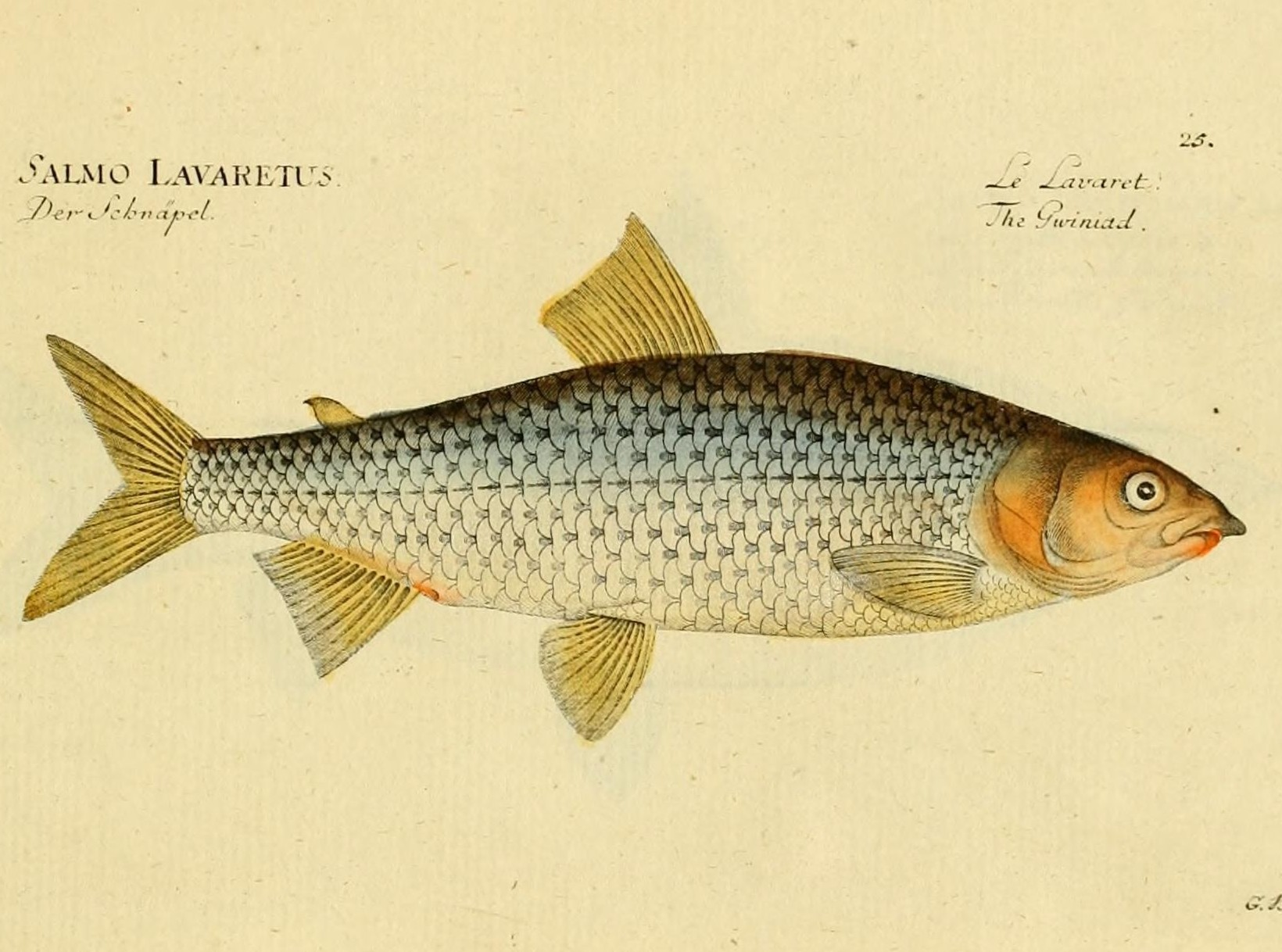
Le Lavaret (ici une illustration tirée de lHistoire naturelle des poissons, une publication de Marcus Élieser Bloch en 1796) est le seul corégone subsistant dans le lac du Bourget.

La Bézoule est considérée comme une « espèce éteinte » par la liste rouge de l'UICN, où elle y est listée depuis 2008.
Elle aurait disparu dans les années 1960, bien que les dernières mentions confirmées datent de la fin du XIXe siècle,. Ceci au même titre que d'autres espèces de corégones endémiques des lacs glaciaires des Alpes occidentales, comme la Féra du Léman (Coregonus fera), la Gravenche (C. hiemalis) ou la Bondelle (C. oxyrinchus),,.
Elle a été souvent confondue avec le Lavaret (C. lavaretus), une autre espèce indigène du lac du Bourget et qui est présent dans de nombreux autres lacs alpins (en).

### Protologue
- Victor Fatio, « Sur un nouveau Corégone français (Coregonus Bezola) du lac du Bourget », Comptes rendus de l'Académie des sciences de Paris, Paris, Académie des sciences, vol. 3, no 106,‎ 1888, p. 1541-1544 (lire en ligne, consulté le 1er mai 2024).